# Donec'k
Donec'k (in ucraino Донецьк?, AFI: [doˈnɛt͡sʲk], ) o Doneck (in russo Донецк?, AFI: [dɐˈnʲet͡sk], secondo la traslitterazione anglosassone Donetsk), denominata Stalino dal 1929 al 1961, è una città dell'Ucraina orientale capoluogo dell'omonima oblast' ucraina, annessa de facto dalla Russia dal 2022 e prima ancora dall'autoproclamata Repubblica Popolare di Doneck, di cui è stata capitale dal 2014.
Fu fondata intorno al 1869 come colonia mineraria e industriale col nome di Juzovka e le fu riconosciuto il titolo di città nel 1917. Ridenominata in Stalin nel 1924 e poi Stalino nel 1929, in onore di Iosif Stalin, prosperò e si espanse diventando presto il centro amministrativo dell'oblast' circostante, istituito nel 1932, fino allo scoppio della seconda guerra mondiale, che distrusse gran parte della città. Abbandonò il nome di Stalino nel 1961 assumendo l'attuale nome di Donec'k, in onore del fiume Donec. Nel 2014, l'autoproclamata Repubblica Popolare di Doneck ne ha assunto il controllo, dichiarandola propria capitale. Successivamente, nel 2022, è stata annessa dalla Russia. Nell'ambito della guerra del Donbass la città ha subito notevoli danni, inclusa la distruzione del vicino aeroporto internazionale.
Si stima che la popolazione sia di 905 364 abitanti nel 2020. Con l'intero agglomerato urbano, che comprende le città di Avdiïvka, Charcyz'k, Dokučajevs'k, Makiïvka, Jasynuvata e Vuhledar, raggiunge un totale di oltre 1,8 milioni di abitanti (2016). Secondo il censimento del 2001, Donec'k era la quinta città del paese per popolazione con 1,016 milioni di abitanti.

## Geografia fisica
Donec'k è posizionata al centro del Donbass lungo le alture del Donec, sulle rive del fiume Kal'mius nell'Ucraina orientale e dista circa 600 chilometri da Kiev.

### Clima
Secondo la classificazione dei climi di Köppen, la città rientra nel Dfb, clima boreale con precipitazioni in tutti i mesi e temperature moderate.
| Donec'k (1981-2010) Fonte:                           | Mesi         | Mesi         | Mesi         | Mesi         | Mesi        | Mesi        | Mesi        | Mesi        | Mesi        | Mesi         | Mesi         | Mesi         | Stagioni | Stagioni | Stagioni | Stagioni | Anno  |
| Donec'k (1981-2010) Fonte:                           | Gen          | Feb          | Mar          | Apr          | Mag         | Giu         | Lug         | Ago         | Set         | Ott          | Nov          | Dic          | Inv      | Pri      | Est      | Aut      | Anno  |
| ---------------------------------------------------- | ------------ | ------------ | ------------ | ------------ | ----------- | ----------- | ----------- | ----------- | ----------- | ------------ | ------------ | ------------ | -------- | -------- | -------- | -------- | ----- |
| T. max. media (°C)                                   | −1,3         | −0,9         | 5,3          | 14,5         | 20,9        | 24,8        | 27,3        | 26,8        | 20,7        | 13,1         | 4,7          | −0,3         | −0,8     | 13,6     | 26,3     | 12,8     | 13,0  |
| T. media (°C)                                        | −4,1         | −4,1         | 1,3          | 9,4          | 15,4        | 19,3        | 21,6        | 20,8        | 15,1        | 8,5          | 1,6          | −2,9         | −3,7     | 8,7      | 20,6     | 8,4      | 8,5   |
| T. min. media (°C)                                   | −6,7         | −7,0         | −2,1         | 4,6          | 10,0        | 13,8        | 15,9        | 15,0        | 10,0        | 4,5          | −1,1         | −5,4         | −6,4     | 4,2      | 14,9     | 4,5      | 4,3   |
| T. max. assoluta (°C)                                | 12,2 (1971)  | 16,0 (1990)  | 21,3 (1983)  | 31,0 (1975)  | 34,6 (2007) | 38,0 (1975) | 37,8 (1951) | 39,1 (2010) | 33,9 (1954) | 32,7 (1999)  | 20,5 (2002)  | 15,0 (1961)  | 16,0     | 34,6     | 39,1     | 33,9     | 39,1  |
| T. min. assoluta (°C)                                | −32,2 (1950) | −31,1 (1954) | −21,0 (1985) | −10,6 (2004) | −2,4 (1986) | 2,1 (2003)  | 6,0 (2006)  | 2,2 (1970)  | −6,0 (1977) | −10,0 (1977) | −22,2 (1953) | −28,5 (1997) | −32,2    | −21,0    | 2,1      | −22,2    | −32,2 |
| Giorni di calura (Tmax ≥ 30 °C)                      | 0            | 0            | 0            | 0            | 0           | 1           | 1           | 1           | 0           | 0            | 0            | 0            | 0        | 0        | 3        | 0        | 3     |
| Giorni di gelo (Tmin ≤ 0 °C)                         | 29           | 25           | 21           | 4            | 0           | 0           | 0           | 0           | 1           | 7            | 18           | 26           | 80       | 25       | 0        | 26       | 131   |
| Precipitazioni (mm)                                  | 37           | 32           | 34           | 38           | 46          | 65          | 51          | 37          | 36          | 37           | 38           | 41           | 110      | 118      | 153      | 111      | 492   |
| Giorni di pioggia                                    | 20           | 16           | 15           | 13           | 13          | 11          | 11          | 7           | 9           | 10           | 17           | 20           | 56       | 41       | 29       | 36       | 162   |
| Nevicate (cm)                                        | 6            | 11           | 6            | 0            | 0           | 0           | 0           | 0           | 0           | 0            | 1            | 4            | 21       | 6        | 0        | 1        | 28    |
| Giorni di neve                                       | 17           | 17           | 10           | 2            | 0           | 0           | 0           | 0           | 1           | 7            | 18           | 26           | 60       | 12       | 0        | 26       | 98    |
| Giorni con manto nevoso ≥ 1 cm                       | 21           | 19           | 12           | 0,5          | 0,0         | 0,0         | 0,0         | 0,0         | 0,0         | 0,4          | 5,0          | 16,0         | 56,0     | 12,5     | 0,0      | 5,4      | 73,9  |
| Giorni di nebbia                                     | 15           | 13           | 9            | 4            | 2           | 2           | 2           | 2           | 4           | 7            | 14           | 16           | 44       | 15       | 6        | 25       | 90    |
| Giorni di cielo sereno                               | 2            | 3            | 3            | 3            | 4           | 3           | 6           | 9           | 7           | 6            | 3            | 2            | 7        | 10       | 18       | 16       | 51    |
| Radiazione solare globale media (centesimi di MJ/m²) | 4,4          | 7,5          | 11,0         | 14,6         | 19,7        | 20,1        | 20,3        | 18,0        | 13,0        | 8,0          | 4,5          | 3,4          | 15,3     | 45,3     | 58,4     | 25,5     | 144,5 |
| Ore di soleggiamento mensili                         | 9,5          | 10,8         | 12,5         | 14,3         | 15,8        | 16,7        | 16,2        | 14,8        | 13,1        | 11,3         | 9,8          | 9,0          | 29,3     | 42,6     | 47,7     | 34,2     | 153,8 |

## Storia

### Dalla Preistoria ai primi insediamenti

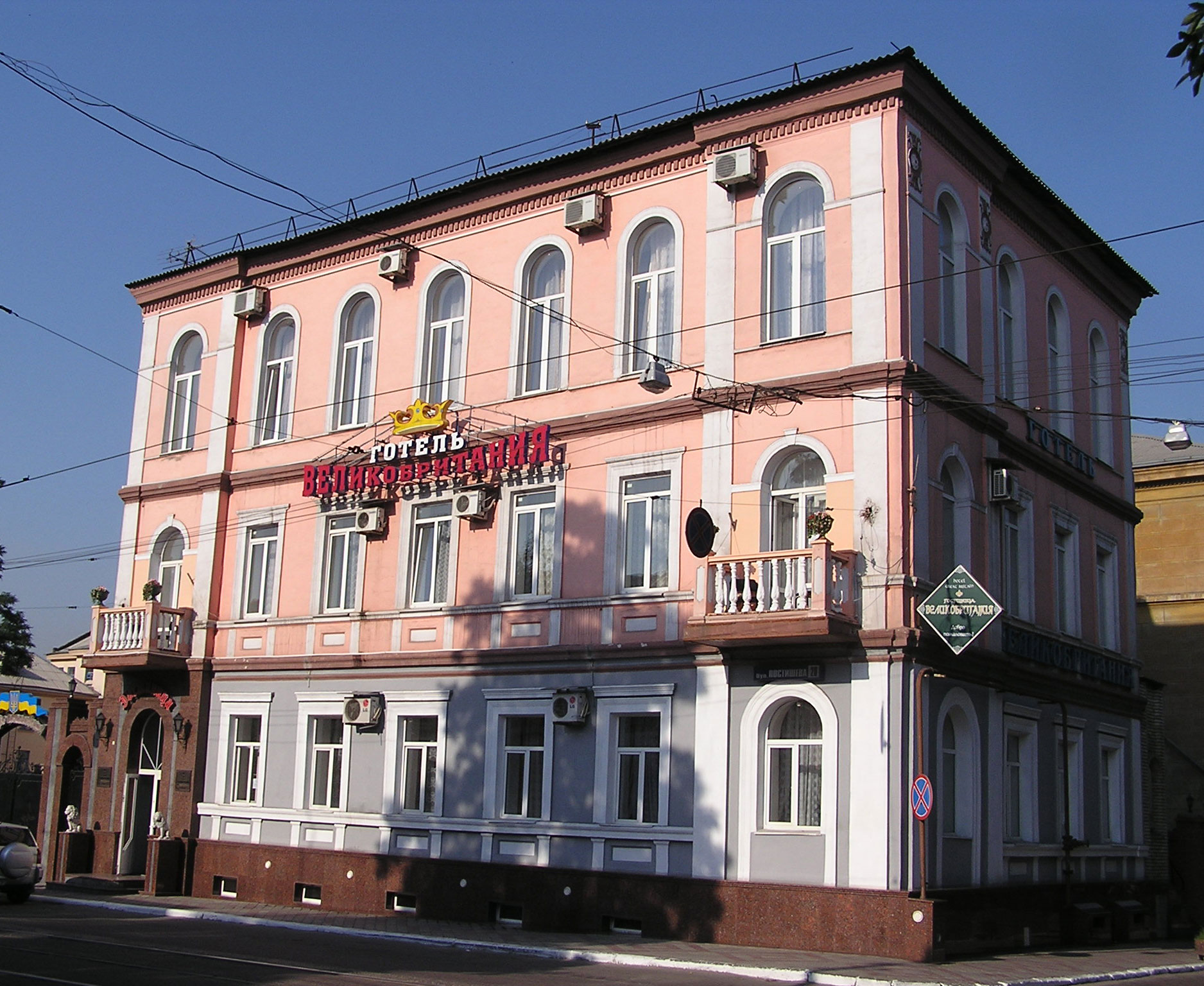
L'hotel Velikobritanija è uno degli edifici più antichi di Donec'k, costruito nel 1883.

Secondo i più recenti ritrovamenti archeologici le prime tracce di insediamenti umani nella zona di Donec'k risalgono al periodo Neolitico. Si ritiene inoltre che nella zona abbiano sostato Cimmeri, Sciti, Sarmati, Goti e Slavi.

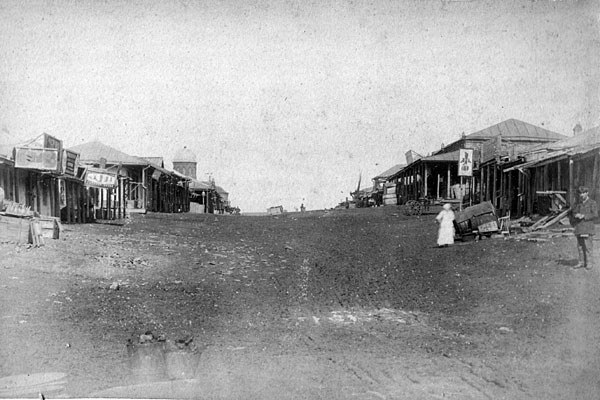
Un mercato di Juzovka nel 1887

Dopo un pressoché totale abbandono del territorio fra il XIII e il XVI secolo, alcuni cosacchi zaporoghi, seguiti da cosacchi del Don, vi stabilirono diversi insediamenti e fortificazioni sulla rotta tra il fiume Kal'mius e il Mar d'Azov a cavallo tra il XVII e il XVIII secolo. In questo periodo nell'area vengono riportati i nomi degli insediamenti di: Avdot'ïne, Hryorivka, Katerynivka, Krutojarivka, Ljubyminka, Mykolaïvka, Oleksandrivka, Oleksiïvka, Ovečyj, Pastuchivka e Semenivka. Secondo il censimento del 1859 il villaggio di maggiori dimensioni era quello di Oleksandrivka, che contava circa 1091 abitanti mentre negli altri casi le popolazioni andavano da un minimo di poche decine ad un massimo di circa 300 unità; le popolazioni locali erano dedite principalmente all'agricoltura ma anche ad attività minerarie.
Nel 1721 il nobile Mykyta Veprejs'kyj e il comandante Čyrkov Semen guidarono una spedizione nel Donbass individuando nella contea di Bachmut almeno due importanti giacimenti carboniferi e inviando a San Pietroburgo dei campioni. Le prime estrazioni iniziarono nel 1723. Quasi un secolo dopo, nel 1820, furono ritrovati giacimenti carboniferi anche nei pressi di Oleksandrivka e nel 1841 su ordine del governatore Michail Semënovič Voroncov fu inaugurata la miniera di Oleksandrivka, una delle principali miniere carbonifere dell'Impero russo. Negli anni seguenti il settore minerario e della lavorazione dei metalli si espanse: nell'estate del 1869 il principe Serhij Kočubej vendette al prezzo di 24000 sterline una concessione all'industriale gallese John Hughes per la realizzazione di uno stabilimento per la produzione di binari ferroviari. Successivamente Hughes finanziò anche la realizzazione di un centro siderurgico, espanso tra il 1871 e il 1872 con la realizzazione di un altoforno, e di due miniere. Il neonato insediamento prese il nome di Juzovka (in russo Юзовка?), russificazione del cognome di Hughes, e fu abitato prevalentemente da immigrati gallesi perlopiù provenienti da Merthyr Tydfil.
Nel maggio 1917, con una popolazione di circa 70000 abitanti, le fu riconosciuto il titolo di città.

### Unione Sovietica

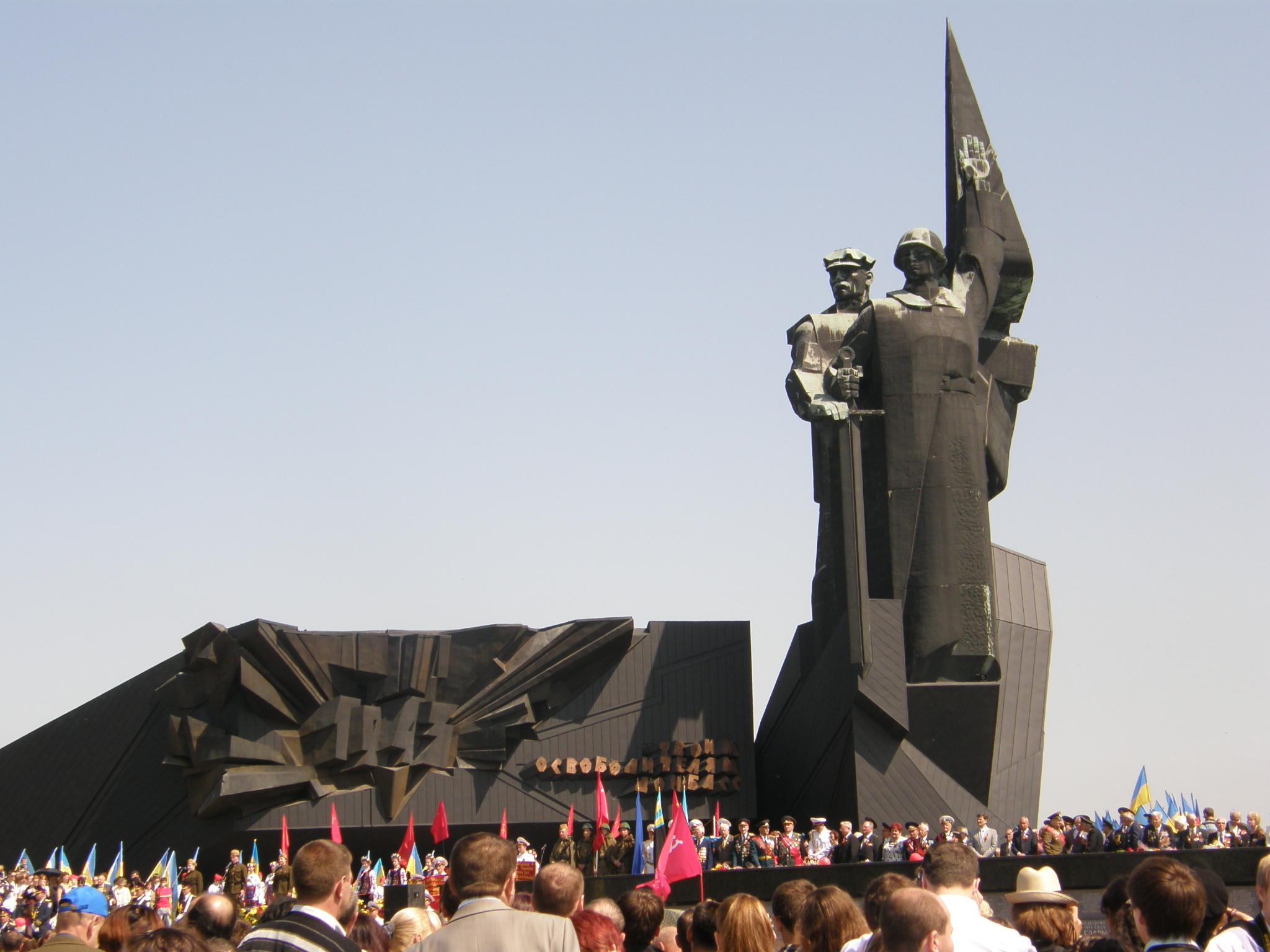
Monumento ai liberatori del Donbass, dedicato ai soldati che liberarono il Donbass dal nazismo durante la seconda guerra mondiale

Durante la guerra civile russa fece parte della Repubblica Sovietica del Donec-Krivoj Rog, proclamata nel febbraio 1918 e dissoltasi dopo appena un mese di esistenza a causa dell'occupazione tedesca della zona. Con il trattato di Brest-Litovsk la città tornò a far parte della Repubblica Popolare Ucraina, che nel 1922 confluì nell'Unione Sovietica.
La città fu ridenominata Stalin nel 1924, poi Stalino tra il 1929 e il 1961 diventando il centro amministrativo dell'oblast' di Donec'k. Sempre negli anni trenta la città fu rinnovata con l'installazione di una rete idrica sotterranea lunga oltre 55 chilometri, della rete fognaria e della rete di distribuzione del gas.
Particolarmente popolosa e prospera prima dell'inizio della seconda guerra mondiale, l'invasione tedesca nell'ambito dell'operazione Barbarossa distrusse completamente la città. Donec'k venne infine liberata l'8 settembre 1943 dall'Armata Rossa nel corso dell'offensiva del Donbass e fu poi ricostruita negli anni del dopoguerra. Nel 1945 alcune comunità di svevi del Danubio furono inviati da Jugoslavia, Romania e Ungheria come indennità di guerra e alcuni di loro furono sottoposti ai lavori forzati per la ricostruzione degli edifici.
Durante la destalinizzazione perseguita da Nikita Chruščëv, nel novembre 1961 la città abbandonò il nome di Stalino per assumere quello di Donec'k, in onore del fiume Donec, un affluente del Don.
Negli anni 2000 l'oblast' dovette fare i conti con alcuni disastri minerari: il 18 novembre 2007 la miniera di carbone di Zasjad'ko, vicino a Donec'k, crollò uccidendo 101 minatori; l'8 giugno 2008 una seconda miniera di carbone, la Karl Marx di Jenakijeve, crollò uccidendo 13 minatori; infine, il 4 marzo 2015, nuovamente presso la miniera di Zasjad'ko, avvenne un secondo crollo che uccise 34 minatori. A questi crolli si può aggiungere l'incidente chimico di Horlivka, un rilascio di ammoniaca nell'aria che uccise 5 persone e ne ferì 23.

### Repubblica Popolare di Doneck e guerra del Donbass
Nei primi mesi del 2014, in seguito allo scoppiare di violente proteste contro il governo centrale di Kiev, le oblast' di Donec'k e Luhans'k si autoproclamarono indipendenti dall'Ucraina, senza però ricevere riconoscimento né da quest'ultima né dal resto della comunità internazionale. L'Ucraina infatti rivendica l'intero territorio e ha intrapreso una guerra contro i secessionisti.
Donec'k, in quanto capitale de facto dell'autoproclamata Repubblica Popolare di Doneck, ha subito pesanti bombardamenti che hanno distrutto il vicino aeroporto internazionale e hanno danneggiato la Donbass Arena. Nel 2018 in città fu perpetrato un attentato che portò alla morte del primo ministro e presidente della RPD, Aleksandr Zaharčenko.
Per ordine del governo della Repubblica Popolare di Doneck, la città viene rinominata Stalino ogni 9 maggio nella giornata della vittoria.

## Demografia

### Lingue
| Madrelingua | 2001 (%) |
| ----------- | -------- |
| Russo       | 87,8     |
| Ucraino     | 11,1     |

## Monumenti e luoghi d'interesse

### Architetture religiose
- Cattedrale della Trasfigurazione
- Cattedrale di San Nicola
- Chiesa di Sant'Ignazio da Mariupol'

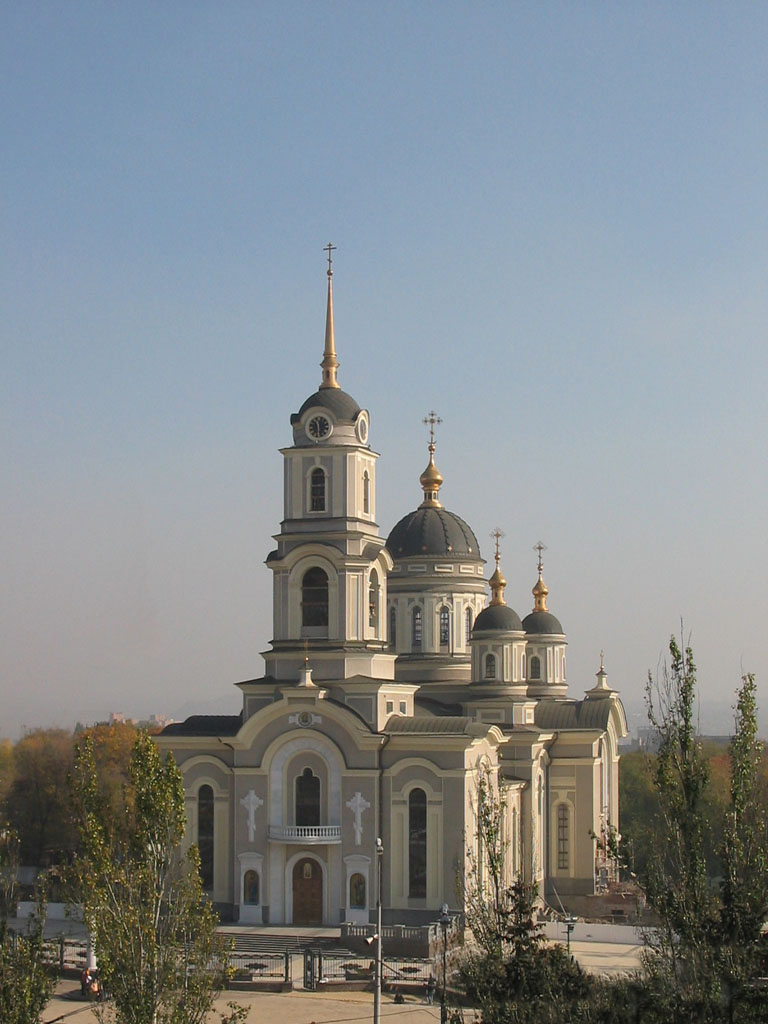
La Cattedrale della Trasfigurazione di Donec'k

- Cattedrale della Protezione della Santissima Madre di Dio

### Monumenti
- Ai liberatori del Donbass, situato nel parco del Komsomol Leninista
- Vicolo degli angeli, situato nel parco del Komsomol Leninista

## Cultura

### Istruzione
- Università tecnica nazionale di Donec'k

### Musei
- Museo della storia e dello sviluppo della ferrovia di Donec'k
- Museo delle telecomunicazioni
- Museo regionale delle belle arti di Donec'k
- Museo regionale etnografico di Donec'k
- Planetario di Donec'k

### Teatro
- Opera di Donec'k

## Geografia antropica

### Suddivisioni amministrative
Distretto di Budënnyj
     Distretto di Vorošylov
     Distretto di Kalinin
     Distretto di Kiev
     Distretto di Kirov
     Distretto di Kujbyšev
     Distretto di Lenin
     Distretto di Petrovskij
     Distretto del proletario

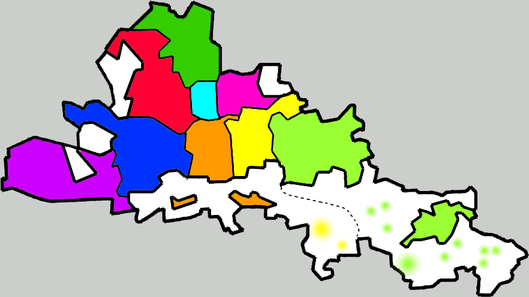
Distretto di Budënnyj
Distretto di Vorošylov
Distretto di Kalinin
Distretto di Kiev
Distretto di Kirov
Distretto di Kujbyšev
Distretto di Lenin
Distretto di Petrovskij
Distretto del proletario

Il territorio di Donec'k è diviso in 9 distretti (rajon):
- Distretto di Budënnyj (in ucraino Будьоннівський район?, Bud'onnivs'kyj rajon)
- Distretto di Vorošylov (in ucraino Ворошиловський район?, Vorošylovs'kyj rajon)
- Distretto di Kalinin (in ucraino Калінінський район?, Kalinins'kyj rajon)
- Distretto di Kiev (in ucraino Київський район?, Kyivs'kyj rajon)
- Distretto di Kirov (in ucraino Кіровський район?, Kirovs'kyj rajon)
- Distretto di Kujbyšev (in ucraino Куйбишевський район?, Kujbyševs'kyj rajon)
- Distretto di Lenin (in ucraino Ленінський район?, Lenins'kyj rajon)
- Distretto di Petrovskij (in ucraino Петровський район?, Petrovs'kyj rajon)
- Distretto del Proletario (in ucraino Пролетарський район?, Proletars'kyj rajon)

## Economia
Donec'k e il circondario, come l'intero Donbass, basano la propria economia sull'industria pesante e sull'estrazione del carbone. La città, sede di oltre 200 organizzazioni industriali, era secondo Forbes la più conveniente per gli affari in Ucraina, risultando prima per una serie di indicatori: capitale umano, potere d'acquisto dei cittadini, situazione degli investimenti, stabilità economica, infrastrutture e comfort.

## Infrastrutture e trasporti

### Strade
Donec'k si trova lungo l'autostrada M04, sul tracciato della strada europea E50 tra Brest e Machačkala. La città è inoltre collegata a Zaporižžja tramite l'autostrada N15, ed è attraversata anche dalle autostrade M20 (Slov"jans'k - Donec'k - Mariupol') e H21 (Starobil's'k - Luhans'k - Chrustal'nyj - Makiïvka - Donec'k).

### Ferrovie

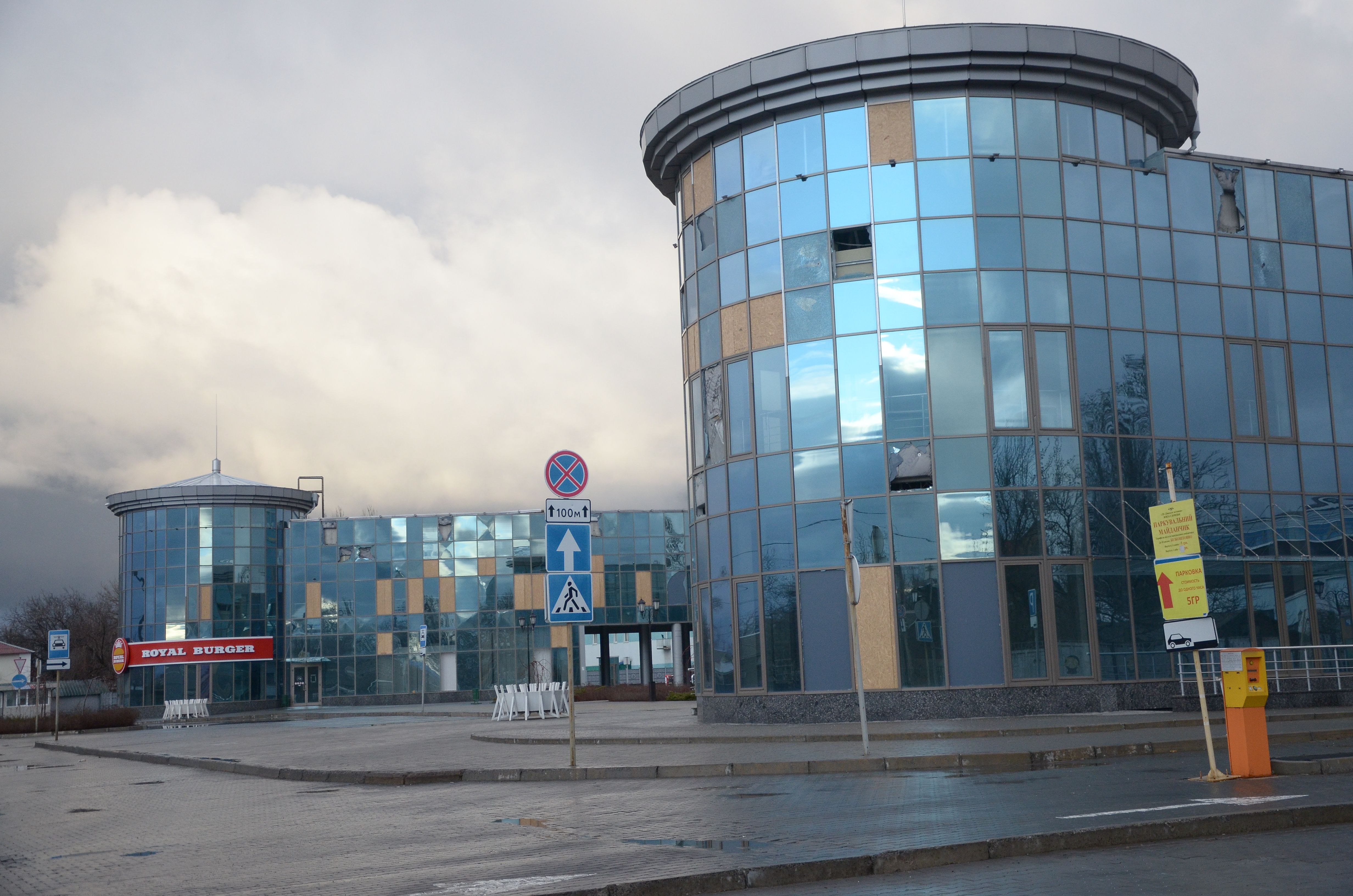
La stazione di Donec'k

Il traffico ferroviario si concentra principalmente presso la stazione centrale con treni che, a causa della guerra del Donbass, non oltrepassano i confini delle repubbliche popolari di Doneck e Lugansk.

### Aeroporti

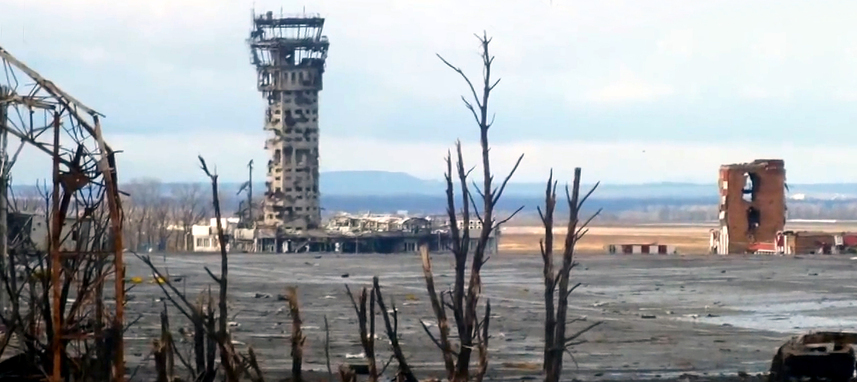
L'aeroporto di Donec'k nel 2014

La città era servita da un aeroporto internazionale, sede della compagnia Donbassaero, che ha cessato le operazioni nel 2013 per bancarotta. L'aeroporto, pesantemente danneggiato durante gli scontri tra Ucraina e RPD, non è operativo dal 2014. Sempre a causa degli scontri, non sono mancati gravi incidenti aerei verificatisi nello spazio aereo dell'oblast', come l'abbattimento del volo Malaysia Airlines 17 o quello dell'Ilyushin Il-76MD della Viys'kovo-Povitriani Syly Ukrayiny.

### Mobilità urbana

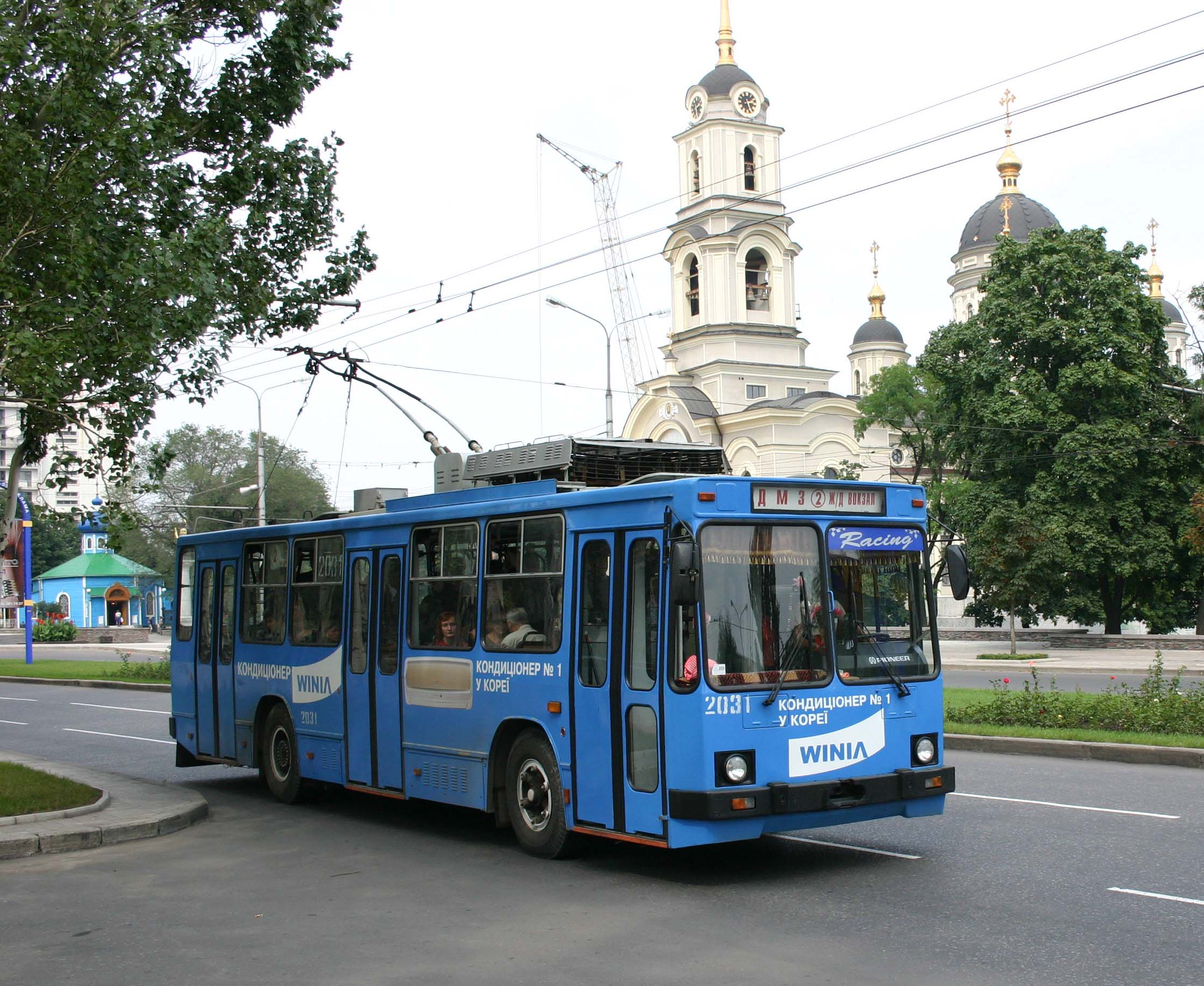
Un filobus JuMZ-T2 a Donec'k

Il trasporto pubblico locale è composto da una rete autobus di circa 115 linee, una rete filoviaria composta da 17 linee e una rete tranviaria composta da 12 linee; l'intero servizio è svolto dalla municipalizzata Dongorpastrans. In città sono anche diffuse le maršrutke.
Nel 1984 fu inoltre disegnato il progetto della metropolitana, i cui lavori iniziarono nel 1992 ma non furono mai completati.

## Amministrazione

### Gemellaggi
Tra il 1962 e il 1996 Donec'k portò avanti un partenariato economico con la città tedesca di Magdeburgo.
Attualmente Donec'k è gemellata con:
- Bochum, dal 1987;[18]
- Charleroi, dal 1983;
- Katowice;
- Kutaisi;
- Matagalpa, dal 2004;
- Mosca;
- Pittsburgh;[19]
- Rostov sul Don;
- Sheffield;
- Taranto, dal 1984;[20][21]
- Vilnius.

## Sport
La città è sede di tre squadre calcistiche maschili, l'Olimpik Donec'k, il Metalurh Donec'k e lo Šachtar Donec'k, e una femminile, la Dončanka. In seguito al conflitto lo Šachtar si è spostata prima a Leopoli e poi a Charkiv.
Donec'k è sede anche di una squadra di pallacanestro, il Basketbol'nij klub Donec'k, di una squadra di hockey su ghiaccio, il Chokejnij Klub Donbas, che milita nella Kontinental Hockey League, e di una squadra di football americano, i Donetsk Scythians.

### Impianti sportivi

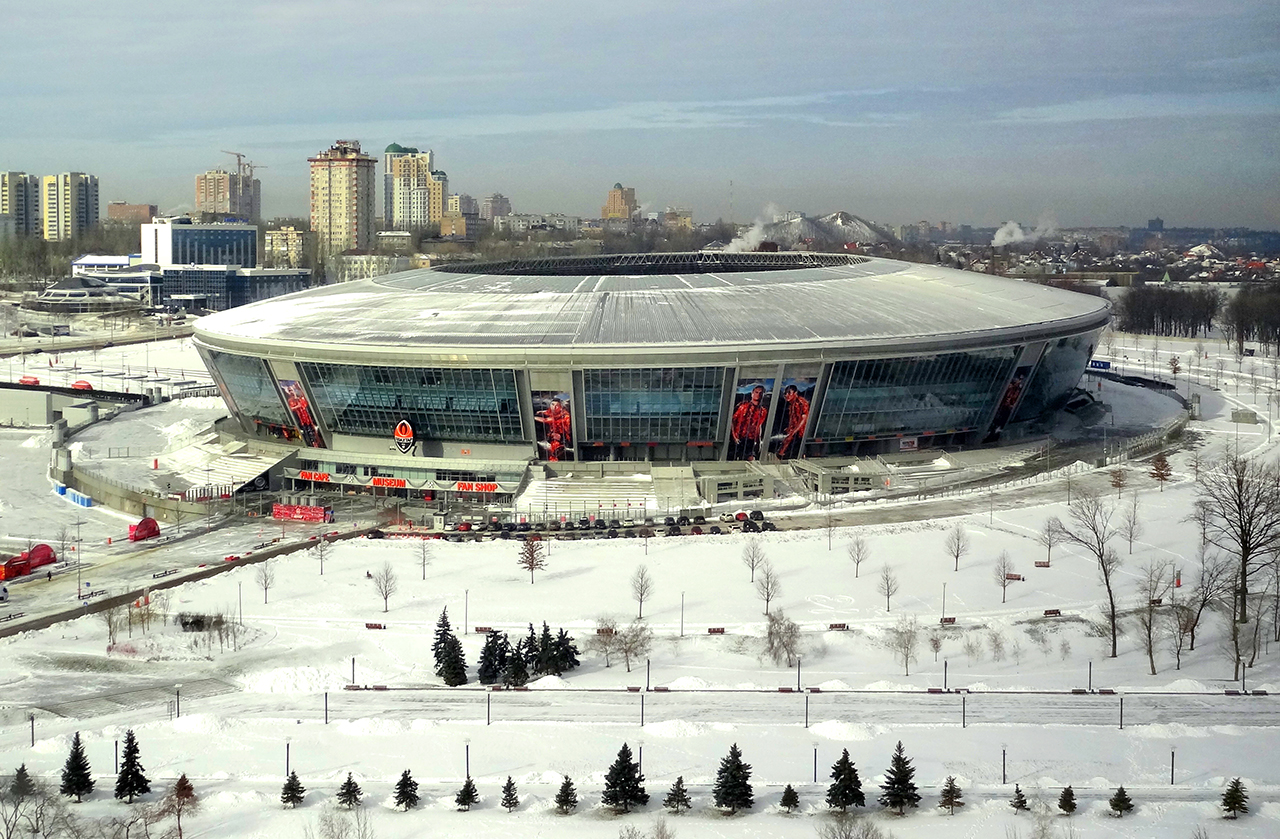
La Donbass Arena

La città è dotata di due impianti sportivi: lo stadio Šachtar, uno stadio all'aperto polivalente, e la Donbass Arena, uno stadio di calcio aperto nel 2009. La Donbass Arena è stata il primo stadio dell'Europa orientale a rispettare i criteri per la categoria 4 della UEFA e ha ospitato alcune partite del Campionato europeo di calcio 2012, venendo poi danneggiata ed abbandonata durante la guerra del Donbass.

## Galleria d'immagini

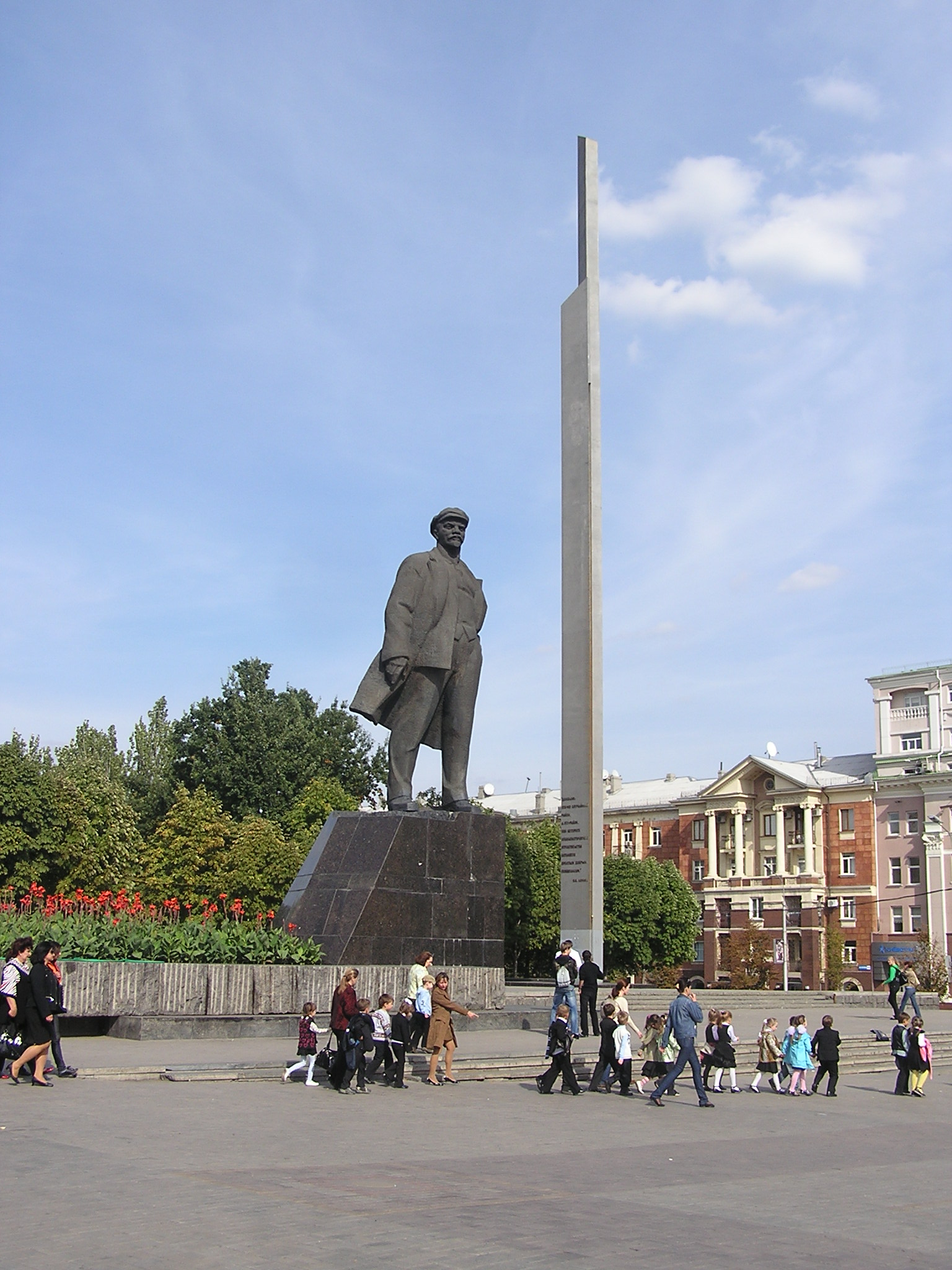
Piazza Lenin
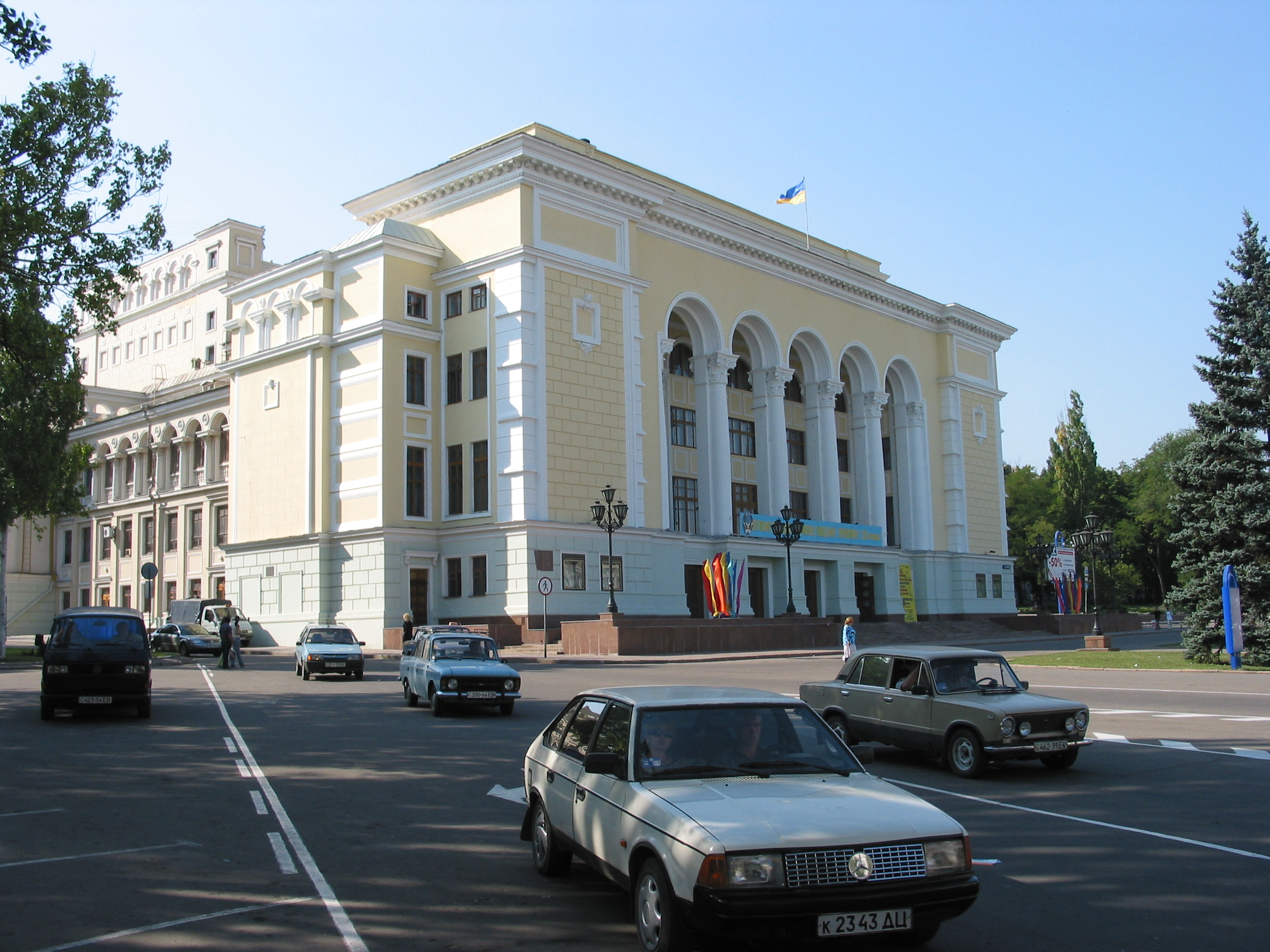
Teatro dell'Opera
Monumenti nel parco del Komsomol
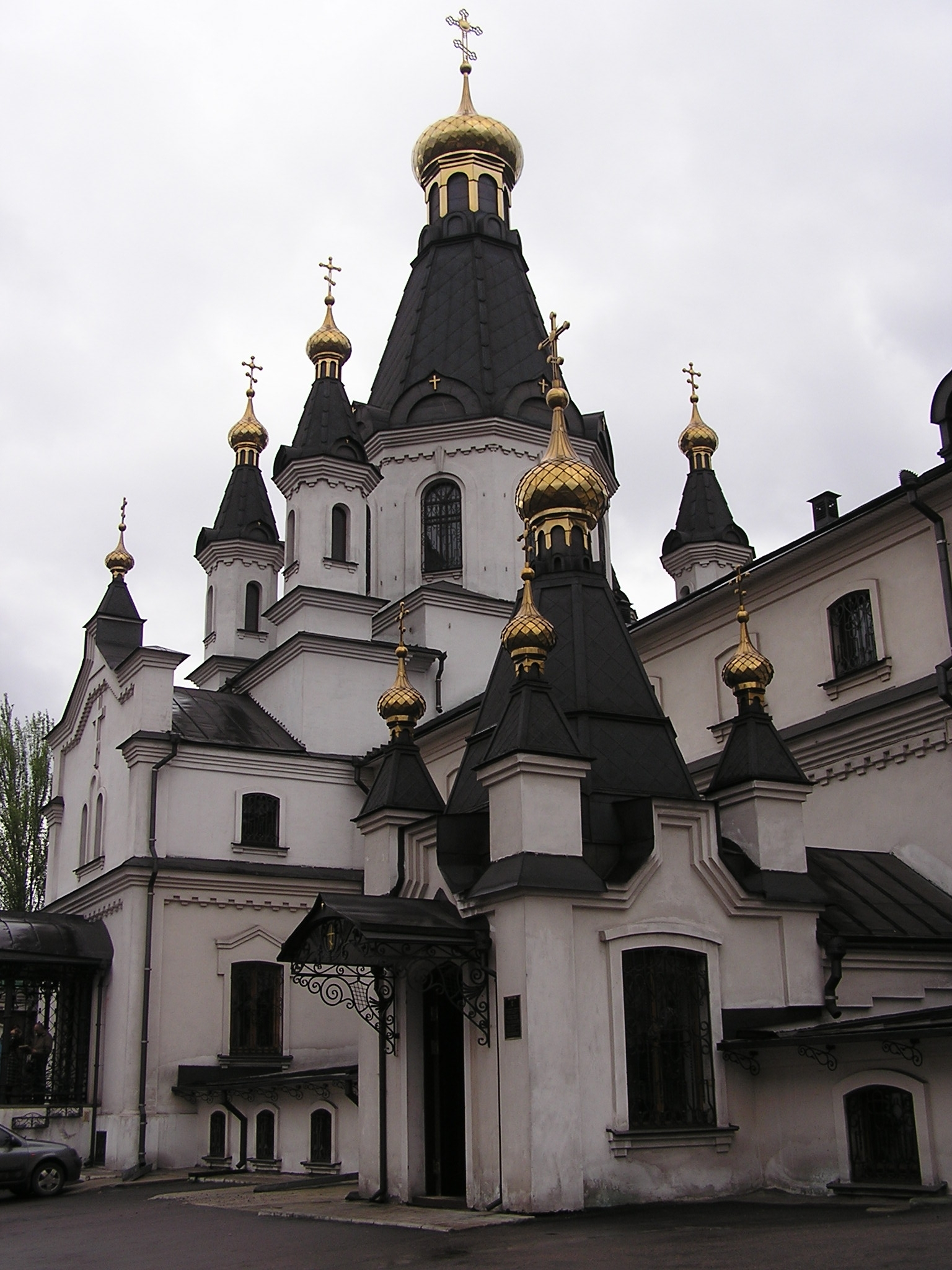
Cattedrale di San Nicola